# Captain Tsubasa: New Kick Off
Captain Tsubasa: New Kick Off (キャプテン翼 激闘の軌跡, Captain Tsubasa: Gekito no Kiseki) est un jeu vidéo de football développé et édité par Konami, sorti en 2010 sur Nintendo DS.
Le jeu est sorti pour le 30ème anniversaire de la série Captain Tsubasa.

## Accueil
- Jeuxvideo.com : 10/20[1]